# To Love Again
„To Love Again” este un cântec al interpretei britanice Alesha Dixon, fiind compus de John Shanks și Gary Barlow. Acesta a fost inclus pe ediția reeditată a celui de-al doilea material discografic de studio al artistei, The Alesha Show. Piesa a fost lansată ca primul extras pe single al noii versiuni în luna noiembrie a anului 2009.

## Lista cântecelor
Descărcare digitală comercializată în Regatul Unit
1. „To Love Again”

Disc single comercializat în Regatul Unit
1. „To Love Again”

EP distribuit în Regatul Unit
1. „To Love Again”
2. „Breathe Slow”
3. „Before the Sun Goes Down”

## Clasamente
| Clasament                           | Poziția maximă | Referință |
| ----------------------------------- | -------------- | --------- |
| Bulgaria Singles Chart              | 17             | [ 5 ]     |
| Croatia Singles Chart               | 15             | [ 6 ]     |
| Euro 200                            | 73             | [ 7 ]     |
| European Hot 100                    | 47             | [ 8 ]     |
| Ireland Singles Chart               | —              | —         |
| Slovakia Singles Chart              | 57             | [ 9 ]     |
| UK Singles Chart                    | 15             | [ 10 ]    |
| UK Download Chart                   | 17             | [ 11 ]    |
| World Airplay Chart (Top 40 Charts) | 55             | [ 12 ]    |
| World Singles Chart (Top 40 Charts) | 49             | [ 13 ]    |
| World Web Chart (Top 40 Charts)     | 48             | [ 14 ]    |

## Datele lansărilor
| Țara         | Data lansării      | Casă de discuri | Format              | Referințe |
| ------------ | ------------------ | --------------- | ------------------- | --------- |
| Regatul Unit | 15 noiembrie, 2009 | Asylum Records  | descărcare digitală | [ 1 ]     |
| Regatul Unit | 16 noiembrie, 2009 | Asylum Records  | disc single         | [ 3 ]     |